# Киву (провинция)
Киву (фр. Kivu), до 1947 года Костермансви́ль (Costermansville), — провинция, образованная в рамках административной реформы 1933 года в Бельгийском Конго на южных территориях Восточной провинции.

## История
С 1960 года стала административной единицей Республики Конго, провозгласившей независимость. В 1962 году на фоне политического кризиса в стране было принято решение увеличить число провинций с 6 до 21 и предоставить им бо́льшую автономию. Киву была разделена на провинции Маниема, Северное Киву и Центральное Киву. С установлением диктатуры Мобуту провинции были лишены автономии. В 1966 году Маниема и Центральное Киву были объединены под названием Южное Киву, а с 1967 года провинция Киву была восстановлена в прежних границах. В 1988 году Киву была разделена на провинции Северное Киву, Южное Киву и Маниема.

## Военные действия
В начале 1960-х годов было много жестоких конфликтов, включая восстание, возглавляемое Симоном Кабила, который позже стал известен как Лоран-Дезире Кабила. Это восстание происходило на фоне неспокойной политической обстановки и шквалов этнической напряженности.

## Экономика

### Природные ресурсы[5]

#### Драгоценные металлы
Киву богата минералами, такими как олово, колтан, золото и другие полезные ископаемые. 

### Лесные ресурсы
Провинция также обладает значительными лесными ресурсами, которые предоставляют древесину и другие лесные продукты. Лесозаготовка является важной частью экономики провинции.

### Водные ресурсы
В провинции протекает река Конго. В реке и ее притоках развито рыболовство и транспортные пути кораблей. Также в провинции есть озеро Киву.

## Крупные города
Гома — это важный центр торговли и администрирования региона. Город расположен на берегу озера Киву, близ границы с Руандой. Экономическое значение на регион:
Торговля и предпринимательство. Гома является важным экономическим центром, где происходит торговля местными товарами и ресурсами, такими как сельскохозяйственная продукция и полезные ископаемые. Туризм. Привлекает туристов благодаря своей красивой природе и доступности к Национальному парку Вирунга, где находятся горные гориллы. Логистика. Является важным логистическим центром благодаря своему расположению и доступу к озеру Киву.
Букаву — расположен на берегу озера Киву и играет стратегическую роль в регионе. Экономическое значение для региона: 
Услуги и образование. В городе расположены множество учебных заведений и медицинских учреждений, что делает его важным центром для предоставления образовательных и медицинских услуг. Торговля. Букаву служит торговым узлом, где местные фермеры могут продавать свою продукцию и получать доступ к центральным рынкам. Наличие ресурсов, таких как рыболовство и сельское хозяйство, делает город важным местом для местной экономики.
Увира — портовый город на восточном берегу озера Киву, расположенный к югу от Букаву. Экономическое значение для региона:
Торговый порт. Увира играет важную роль как торговый порт, транспортирует местную рыболовство и сельскохозяйственную продукцию. Торговля. Город является важным центром для торговли с соседними странами, предоставляя доступ к рынкам соседней Руанды и других восточноафриканских стран.
Калемие — находится на южном берегу озера Танганьика. Экономическое значение для региона: 
Рыболовство и сельское хозяйство. Город играет значительную роль в рыболовстве и производстве сельскохозяйственной продукции. Торговля с соседними странами. Калеми через озеро Танганьика устанавливает связи с Танзанией, что способствует экономическому обмену.